# Петрівська волость (Гадяцький повіт)
Петрівська волость — адміністративно-територіальна одиниця Гадяцького повіту Полтавської губернії з центром у селі Петрівка.

Старшинами волості були у:
- 1900[1]—1904[2] роках козак Костянтин Петрович Пащенко;
- 1913[3]—1915[4] роках селянин Іван Петрович Рухляда.